# Wetback

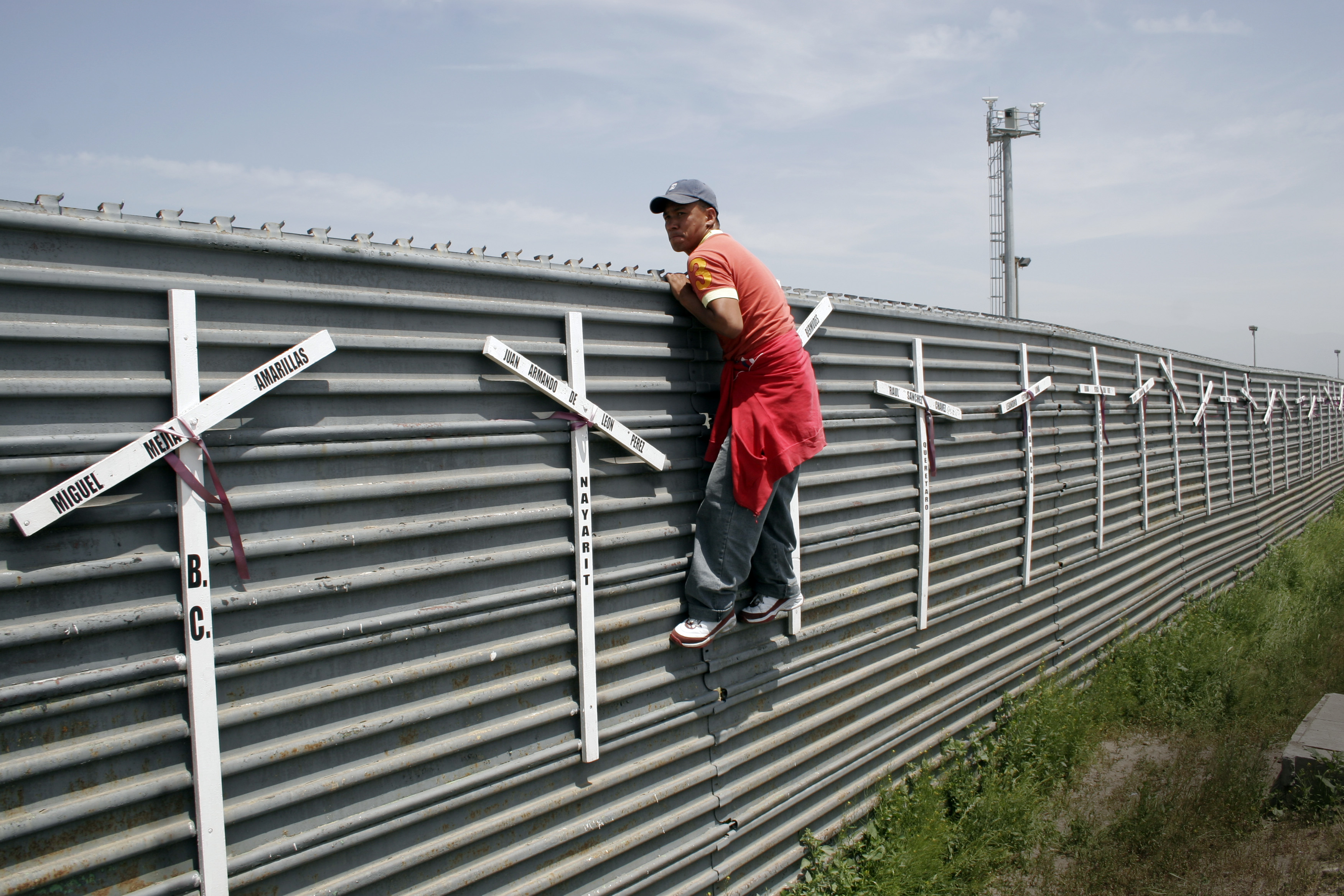
Grenzzaun an der US-mexikanischen Grenze bei San Diego/Tijuana

Wetback (englisch wörtlich: Nass-Rücken) ist eine abwertende Bezeichnung für illegal in die USA einwandernde Mexikaner, insbesondere Neuankömmlinge. Der Begriff rührt von dem Umstand, dass eine große Zahl der illegalen Immigranten aus Mexiko den Rio Grande schwimmend oder watend durchqueren, um nach Texas zu gelangen. Während der Begriff ursprünglich nur auf illegal in den USA lebende Mexikaner angewandt wurde, umfasst er heute bisweilen auch Latinos nichtmexikanischer Herkunft.

## Geschichte des Begriffs
Wetbacks als Bezeichnung für mexikanische Immigranten findet sich bereits 1920 in einem Artikel der New York Times. Als nach dem Zweiten Weltkrieg die illegale Einwanderung aus Mexiko stark zunahm, gewann der Begriff an Popularität. Von der US-Regierung wurde er schließlich 1954 für die Operation Wetback aufgegriffen, während der im großen Rahmen illegale Einwanderer von den USA nach Mexiko deportiert wurden. Die Aktion umfasste offiziell illegale Einwanderer jedweder Nationalität. Tatsächlich lag der Fokus jedoch auf Mexikanern, wobei die Definition der „Illegalität“ sehr weit gefasst war.
Die Operation Wetback trug zur Verbreitung des Begriffs bei. Heute wird er von vielen Hispanics als beleidigend bzw. rassistisch angesehen.

## Kulturelle Rezeption
Ein Film von 1953 trägt den Titel Wetback und hat die illegale Einwanderung aus Mexiko in die USA zum Thema. Wetback: The Undocumented Documentary ist ein kanadischer Dokumentarfilm aus dem Jahr 2005, der sich mit der gleichen Thematik aus kanadischer Sicht befasst.

## Ähnliche Begriffe
Spanische Pendants sind Mojado (Nasser) oder Alambrista („Drahtler“, d. h. Zaunkletterer).